# 이항눌
이항눌(李恒訥, 1733년 5월 22일 ~ 1813년 3월 15일)은 조선 후기의 무신, 군인이다. 자(字)는 경심(敬心), 본관은 우계(羽溪)이다. 경기도 광주군 언주면 출신.
1782년(정조 6) 11월 충익위장(忠詡爲將) 재직 중 자리를 궐직(闕直)한 일로 의금부로부터 장(杖) 80은 수속(收贖)하고 고신(告身) 3등(等)을 선고받았으나, 증조할아버지 이태망이 보사원종공신(保社原從功臣)이라 형량이 1등 감경되어, 장70대 수속과 고신 2등 추탈로 감형되었다. 1782년 12월 3일에는 정조의 특별 지시로 사면, 탕척과 기록세초의 은전을 받았다. 조선왕조실록에는 그의 행적기록이 나타나지 않으나, 승정원일기와 금위영 등 일부 군영문서에 그의 행적이 간략히 수록되었다. 최종 관직은 동지중추부사 겸 오위도총부 부총관에 이르렀다.

## 생애

### 생애 초반
1733년 5월 22일 경기도 광주군 언주면에서 태어났으며, 증조부는 충청도병마절도사 충민공 이태망(李台望)이고, 할아버지는 우승지를 지낸 무관 이봉래(李鳳來)이고, 아버지는 통덕랑 이명구(李命耉)이며, 어머니는 구 안동김씨로, 무과 급제 김중국(金重國)의 딸이다.
아버지 이명구는 통덕랑을 역임한 것 외에는 기록이 전하지 않는다. 그의 가까운 가계는 기록이 상세히 전하지 않으며, 족보에서 실전되었던 고모 1명은 유순정의 후손 진주유씨 유필(柳人+必)에게 출가한 1명이 있다. 형제자매의 존재 여부는 기록이 전하지 않아 알 수 없다.
그의 가계는 무관 가계로, 12대조 이지방부터 대대로 무관으로 재직했으며 임진왜란 때의 장군으로 남원성에서 전사한 전라도병마절도사 이복남(李福男)의 8대손이 된다.

### 영조 대의 활동
1755년(영조 31년) 10월 8일 시험에 통과한 각 장교군병을 중순(中旬)의 예에 따라 시상할 때, 이항눌 등 6명은 유변일중(柳邊一中), 편변1중(片邊一中)으로 각 무명 2필(二疋)을 하사받았다. 1758년(영조 34년) 9월 19일의 시험 입격자들을 시상할 때, 규구 유변일중 기일중육양일시(柳邊一中騎一中六兩一矢), 123보2시(一百三十二步), 132보3시(二矢一百三十二步三矢)의 성적을받고 무명 6필(六疋)을 하사받았다.
1773년(영조 49년) 6월 2일 남도참군(南道參軍)이 되고, 6월 3일 병조의 건의로 정호인(鄭好仁)이 한성부 4도의 참군을 추고하고 태형 30대를 가할 것을 상주, 영조는 추고하게 하고 병조판서를 처벌하게 했다.
1776년 평안도병마절도사 이현국(李國賢)의 군관(軍官)으로 나갔다가, 1778년 9월 병방군관으로 전임되었다. 평안도절도사 군관 재직 중 성문(城門)의 홍예군기(紅霓軍器)를 감동, 수선한 일로 절도사 이현국이 포상을 청하자, 9월 6일 병조에서는 부정여부가 있는지 조사할 것을 청하였다.

### 정조 대의 활동
1780년(정조 4) 1월 6일 어영청 좌부우사중초관(左部右司中哨官望) 심녕(沈金+寧)이 임기만료로 체직되자, 대임(代)의 한 사람으로 임명되었다.
1782년 3월 2일 그가 병방군관으로 새로운 모양으로 보수하는데 시종감동(監董)한 것을 입증하기 어렵지는 않으나, 가자 문제라서 신중히 할 것을 상소하였다.
그에 대한 가자가 잠정 연기되자, 3월 2일 아들 이유신(李維新)이 상언(上言)을 올렸고, 정조는 가자(加資)는 당시의 회계대로 시행하라 명하였다. 1782년(정조 6) 10월 21일 충익위장(忠詡爲將)이 되었다.
11월 16일 그가 숙직을 궐직(闕直)한 일로 의금부에서 계를 올려 처벌을 청하자, 율문(律文)을 상고하여 감방한 뒤에 초기(草記)하게 하였다. 의굼부에서 다시 장(杖) 80은 수속(收贖)하고 고신(告身) 3등(等)을 추탈(追奪)에 해당된다고 상주하여, 정조는 공(功)과 의(議)가 있으면 각각 1등을 감하도록 지시하였다. 11월 17일 그의 증조부 이태망이 보사원종공신인 일로 형을 감경, 공(功)으로 감일등(減一等), 장70대 수속과 고신 2등 추탈을 상주하여 시행되었다.
1782년 12월 3일 왕명으로 이조, 병조에 석방, 사면시 그도 탕척의 명과, 기록세초의 명을 받았다.
12월 10일 부호군(副護軍)이 되고, 1783년 12월 28일 오위장(五衛將), 1784년 2월 8일 첨지(僉知)에 임명되었다. 1784년 3월 20일 북소위장(北所衛將)이 되었다. 그해 6월 25일 다시 첨지에 임명되고, 1785년 2월 1일 경상중군(慶尙中軍)으로 발령되었다. 1786년 6월 13일 충장장(忠壯將)이 되었다. 이후 오위장(五衛將)을 역임했다.
1787년(정조 11) 4월 3일 금위영 3번 기사장(三番騎士將) 최효달(崔孝達)이 외임(外任) 근무중이라 대임 선전관에 2순위로 천거되었다. 8월 5일 금위영 3번 기사장(三番騎士將) 한명상(韓命祥)이 다른 곳으로 천전(遷轉)되면서 대임 선전관에 3순위로 천거되었다.
1788년 6월 20일 대구영장(大丘營將)으로 발령되었다. 그해 7월 11일 정조가 비망기를 내려 궁장(長弓) 1장(張), 장전(長箭) 1부(部), 편부(片箭) 1부(部), 간아(筒兒) 1개(箇)를 하사하였다.
1789년 6월 11일 오위장에 임명되고, 6월 14일 병조의 건의로 멀리 있는 신임 오위장 이한동(李漢棟), 이항눌(李恒訥), 이종해(李宗海)의 숙위윤번(宿衛輪番) 변동을 청하여 변경되었다. 1793년 1월 7일 부호군, 1797년 9월 15일 오위장, 1797년 9월 27일 동소위장(東所衛將)을 역임하였다. 1798년 6월 21일 병으로 소임을 보기 어렵다 하여 오위장직에서 면직되었다.
1798년 당시 그는 순청 순장(巡廳 巡將)으로 재직 중이었다. 1798년 8월 17일 순청(巡廳)의 관패(管牌)가 한성부 낙동(駱洞)에서 야금을 어긴 사람을 붙잡았는데, 종묘령(宗廟令) 서유응(徐有膺)의 남자종이었다. 남자 종들이 떼를 지어 붙잡힌 사람을 빼앗자 관패가 힘써 싸웠는데, 서유응이 관패를 잡아들여 끌고가서 구타하였다. 순장 이항눌(李恒訥)이 사실대로 초기(草記)를 올려 보고하자 정조임금께서 진노하여 서유응을 북도 변방의 먼 곳으로 충군하였다.
1799년(정조 23) 12월 20일 충익위장, 1800년(순조 즉위) 9월 21일 첨지가 되었다.

### 순조 대의 활동
1801년(순조 1) 6월 5일 금위영 기사장 재직 중, 금위영 관원의 포폄을 논할 때 막운쇄권(莫云衰惓)을 사유로 면직되었다.
1801년(순조 1) 8월 5일 오위장, 9월 26일 동소위장을 역임했다. 1802년 9월 29일 오위장, 12월 18일 첨지, 1803년 서소위장, 1803년 윤 2월 11일 평안도우후를 역임했다. 1803년 3월 7일 정조가 비망기를 내려 궁장(長弓) 1장(張), 장전(長箭) 1부(部), 편부(片箭) 1부(部), 간아(筒兒) 1개(箇)를 사급받았다. 1806년 12월 4일 충장위장이 되었으나, 이듬해 1월 15일 담벽(痰癖)증을 이유로 개차를 청하여 체직되었다. 1812년(순조 12) 1월 7일 호군(護軍)으로 재직 중 특별가자되었다.
후일 일제강점기에 편찬된 조선신사보감의 이원근 (李元根) 편에 의하면 이항눌의 최종 관직은 가선대부 동지중추부사 오위도총부부총관(同知中樞府事 五衛都摠府副摠管)에 이르렀다. 1813년 3월 15일 사망하였다.

### 사후
묘소는 경기도 광주군 언주면 내곡리, 후일의 서울특별시 서초구 내곡동 갑좌(甲坐) 언덕에 있고, 부인 밀양박씨의 묘소는 같은 광주 내동(廣州 內洞), 후일의 서울 내곡동 계좌(癸坐) 언덕에 있다.
그의 행적 기록은 오랫동안 실전되었다. 조선왕조실록에는 그의 행적기록이 나타나지 않으나, 승정원일기와 금위영 등 일부 군영문서에 그의 행적이 간략히 수록되었다. 승정원일기와 군영 문서가 판독된 1970년대 이후 그의 행적이 일부 드러나게 되었다.
1913년 4월 6일 조선출판협회에서 발간한 《조선신사보감 (朝鮮紳士寶鑑)》 5페이지에 그의 5대손 이원근(李元根)의 신상 기록에 '行折衝將軍 嘉善 同知中樞府事 五衛都摠府副摠管 李恒訥의 5世孫'이라 하여 그가 가선대부 동지중추부사 오위도총부 부총관 관직명이 수록된 것이 확인되었다. 이원근은 그의 증손 이하영(李河榮)의 차남 이한룡(李漢龍)의 아들이다.

## 가족관계
조부 이봉래 이후로는 어떤 이유에서였는지 기록, 행적이 상세하지 않다.
족보의 기록이 정확하다면 이항눌은 생전 증손자 이하영의 출생을 보았다.
- 조부 : 이봉래(李鳳來, 1694년 5월 18일 ~ 1750년)
- 조모 : 해주정씨(海州鄭氏, 1692년 ~ 1747년 4월 24일), 군수 정태녕(鄭泰寧)의 딸
  - 고모 : 우계이씨
  - 고모부 : 유필(柳人+必), 진주인, 유순정 장남 유홍(柳泓) 10대손
- 아버지 : 이명구(李命耉, 1713년 6월 3일 ~ 1770년 4월 22일)
- 어머니 : (구)안동김씨(1713년 ~ 1790년 11월 13일), 급제 김중국(金重國)의 딸
- 부인 : 밀양박씨(? ~ 1810년 1월 3일), 곤양군수(昆陽郡守) 박한영(朴漢英)의 딸
  - 아들 : 이유신(李惟新, 1760년 ~ ?년 10월 5일)
  - 며느리 : 경주이씨(? ~ ?년 10월 25일), 평산부사(平山府使) 이중현(李重鉉)의 딸
    - 손자 : 이문석(李文碩, 1786년 ~ ?년 11월 20일)
      - 증손자 : 이하영(李河榮, 1818년 3월 16일 ~ ?년 1월 8일)

- 외할아버지 : 김중국(金重國, 구안동김씨, 1695년 ~ ?)
- 장인 : 박한영(朴漢英, 1693년(?) ~ ?)

## 기타
후대에 어떤 사연이 있었는지는 알 수 없으나, 그의 아들 이유신까지는 묘소가 경기도 광주 내동(서울시 서초구 내곡동) 갑좌, 며느리 경주이씨의 묘소는 내곡동 축좌 언덕에 있다. 아들 이유신(李惟新)의 행적 기록은 단편적이고, 손자 이문석(李文碩)은 통덕랑인데 묘소가 황해도 금천군 구수면 좌의동 임좌에 있고, 손부 청주한씨는 묘소가 금천읍 능내동 제석산 서록 을좌에 있다.
증손자 이하영은 금릉내외 동부능내동 을좌에, 이하영의 본처 서산정씨 정호지(鄭浩之)의 딸은 묘소가 구수면 촉장리 자좌에 있다.

## 참고
- 승정원일기
- 일성록
- 금위영등록